# Municipio de Crescent (Illinois)
El municipio de Crescent (en inglés: Crescent Township) es un municipio ubicado en el condado de Iroquois en el estado estadounidense de Illinois. En el año 2010 tenía una población de 590 habitantes y una densidad poblacional de 6,26 personas por km².

## Geografía
El municipio de Crescent se encuentra ubicado en las coordenadas 40°43′38″N 87°49′23″O / 40.72722, -87.82306. Según la Oficina del Censo de los Estados Unidos, el municipio tiene una superficie total de 94.32 km², de la cual 94,32 km² corresponden a tierra firme y (0 %) 0 km² es agua.

## Demografía
Según el censo de 2010, había 590 personas residiendo en el municipio de Crescent. La densidad de población era de 6,26 hab./km². De los 590 habitantes, el municipio de Crescent estaba compuesto por el 98,14 % blancos, el 1,02 % eran afroamericanos, el 0,34 % eran amerindios, el 0,34 % eran asiáticos y el 0,17 % eran de una mezcla de razas. Del total de la población el 1,19 % eran hispanos o latinos de cualquier raza.